# Banki (Barabanki)
Banki is een nagar panchayat (plaats) in het district Barabanki van de Indiase staat Uttar Pradesh. 

## Demografie
Volgens de Indiase volkstelling van 2001 wonen er 16.997 mensen in Banki, waarvan 57% mannelijk en 43% vrouwelijk is. De plaats heeft een alfabetiseringsgraad van 58%. 